# Kabupaten de Jombang
Le kabupaten de Jombang, en indonésien Kabupaten Jombang, est un kabupaten d'Indonésie situé dans la province de Java oriental.

## Préhistoire
La présence de fossiles appartenant à l'Homo mojokertensis dans la vallée du Brantas témoigne d'une occupation très ancienne de la région de Jombang.

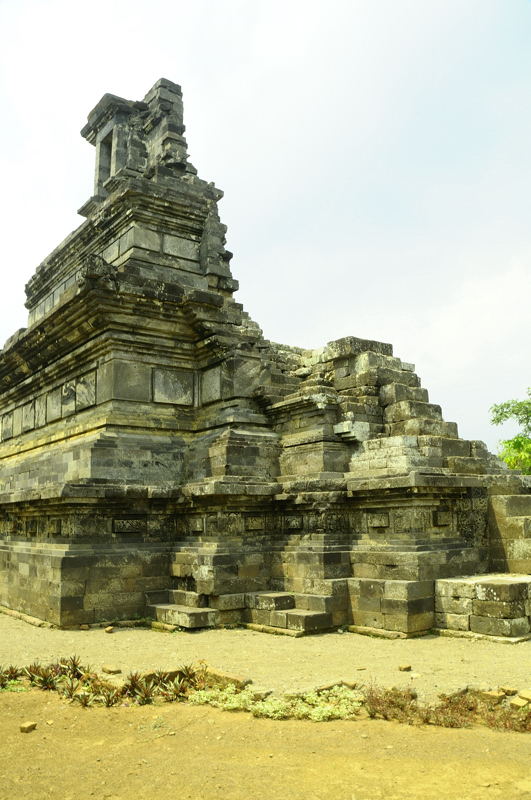
Le temple d'Arimbi

## Histoire
En 929, le roi Mpu Sindok déplace sa capitale de Java central à Java oriental. Les raisons de ce déménagement sont encore inconnues. Une des hypothèses est une éruption du Merapi. Une autre est une attaque du royaume de Sriwijaya (aujourd'hui Palembang dans le sud de Sumatra). Certains auteurs situent l'emplacement de la nouvelle capitale à Watugaluh.
À Sindok succèdent Sri Isyana Tunggawijaya (règne 947-985) et Dharmawangsa (règne 985-1006). En 1006 a lieu ce que l'inscription de la "pierre de Calcutta" (appelée ainsi parce qu'elle est conservée au Musée indien de Calcutta) nomme "la grande catastrophe" (mahapralaya). Airlangga, un prince de père balinais, réussit à rétablir l'ordre. En 1019, il fonde le royaume de Kahuripan.
À l'époque du royaume de Majapahit, Jombang était la marche occidentale du royaume. De nombreux toponymes dans la région portent le préfixe "mojo-", comme Mojoagung, Mojowarno, Mojojejer, Mojotengah, Mojongapit. Un des vestiges de Majapahit à Jombang est le temple d'Arimbi dans le district de Bareng.
Jombang devient une province du royaume de Mataram. Au XVIIe, elle passe sous le contrôle de la VOC (Compagnie néerlandaise des Indes orientales). Une communauté chinoise se développe, dont témoigne l'existence du temple Hong San Kiong à Gudo, construit en 1700.
En 1811 est créé le kabupaten de Mojokerto, dont Jombang devient une onderdistrict afdeeling (sous-district). Le naturaliste Alfred Russel Wallace (1823-1913) visitera la région.
En 1910, Jombang est élevé au rang de kabupaten et est détaché de Mojokerto. Son premier bupati est Raden Adipati Arya Soeroadiningrat.

## Archéologie
- Le temple d'Arimbi

## Personnalités
Hasjim Ashari, fondateur de la grande organisation musulmane Nahdlatul Ulama, son fils Wahid Hasyim et son petit-fils Abdurrahman Wahid, ancien président de la république d'Indonésie (1999-2001) sont nés à Jombang.